# Biblioteka Główna Akademii Marynarki Wojennej
Biblioteka Główna Akademii Marynarki Wojennej – polska biblioteka wojskowa znajdująca się w Gdyni. Biblioteka jest jednostką organizacyjną Akademii Marynarki Wojennej, która opracowuje i udostępnia różnorodne nośniki informacji oraz ich pochodne zgodnie z potrzebami dydaktycznymi i kierunkami działalności naukowo-badawczej AMW.

## Historia
Biblioteka jest spadkobierczynią tradycji wszystkich bibliotek działających w morskim szkolnictwie wojskowym. Pierwszą z nich była Biblioteka Tymczasowych Kursów Instruktorskich dla Oficerów Marynarki Wojennej, utworzona w 1921. Aktualną nazwę nadano jej 1 października 1987 wraz z przyznaniem uczelni miana Akademii Marynarki Wojennej. W 2017 Bibliotece nadano imię Lecha Kaczyńskiego.
W latach 1971–2012 Biblioteka mieściła się w jednym z budynków kompleksu uczelni w zaadaptowanych na ten cel salach wykładowych. Od 2012 Biblioteka znajduje się w nowym budynku.

## Zbiory
Księgozbiór biblioteki liczy ok. 160 tys. voluminów. Zbiór czasopism liczy ok. 18 tys. roczników.

## Budynek
Projekt budowlany nowego budynku Biblioteki opracowała w 2009 firma Przedsiębiorstwo Projektowo-Budowlane „EKOBUD” s.c. Ewa i Remigiusz Owczarek. W styczniu 2010 został rozstrzygnięty przetarg na budowę, który wygrała firma MEGA S.A., która koszty budowy określiła na 29.542.774,97 zł. W kwietniu 2010 w wyniku przeprowadzenia czynności badania i oceny ofert uznano, że najkorzystniejszą ofertę złożyła firma WARBUD S.A., która koszty budowy określiła na 27.080.972,05 zł, tym samym stała się ona realizatorem przedsięwzięcia. W maju 2010 ruszyły roboty budowlane.
Koszt budowy i wyposażenia nowego wyniósł ostatecznie ponad 31 mln zł (31.971.165,13 zł), z czego około 11% pokryła AMW, około 44% Ministerstwo Obrony Narodowej, a około 45% Unia Europejska z Europejskiego Funduszu Rozwoju Regionalnego w ramach Regionalnego Programu Operacyjnego dla Województwa Pomorskiego na lata 2007–2013 w obrębie Osi Priorytetowej 2. Społeczeństwo wiedzy, działanie 2.1. Infrastruktura edukacyjna i naukowo-dydaktyczna.
Budynek biblioteki zajmuje trzy kondygnacje o łącznej powierzchni 4351 m² (Magazyny – 1909 m²; Wypożyczalnia – 1344 m²; Informatorium – 1098 m²). Składa się on z dwóch zasadniczych stref funkcjonalnych: strefy kongresowej i strefy biblioteki. W strefie kongresowej znajduje się duże audytorium, w którym mieści się 476 osób oraz dwie mniejsze sale audytoryjne mieszczące po 88 osób. W czytelniach strefy bibliotecznej znajduje się 350 miejsc siedzących.

## Dyrektorzy[6]
Od 2004 – Mirosław Nitychoruk
1999-2003 – Jerzy Będźmirowski
1986-1999 – Roman Rychter
1955-1968 – Ryszard Włodarczyk
1968-1971 – Rafał Witkowski
1971-1972 – Bernard Morawiec

## Patron

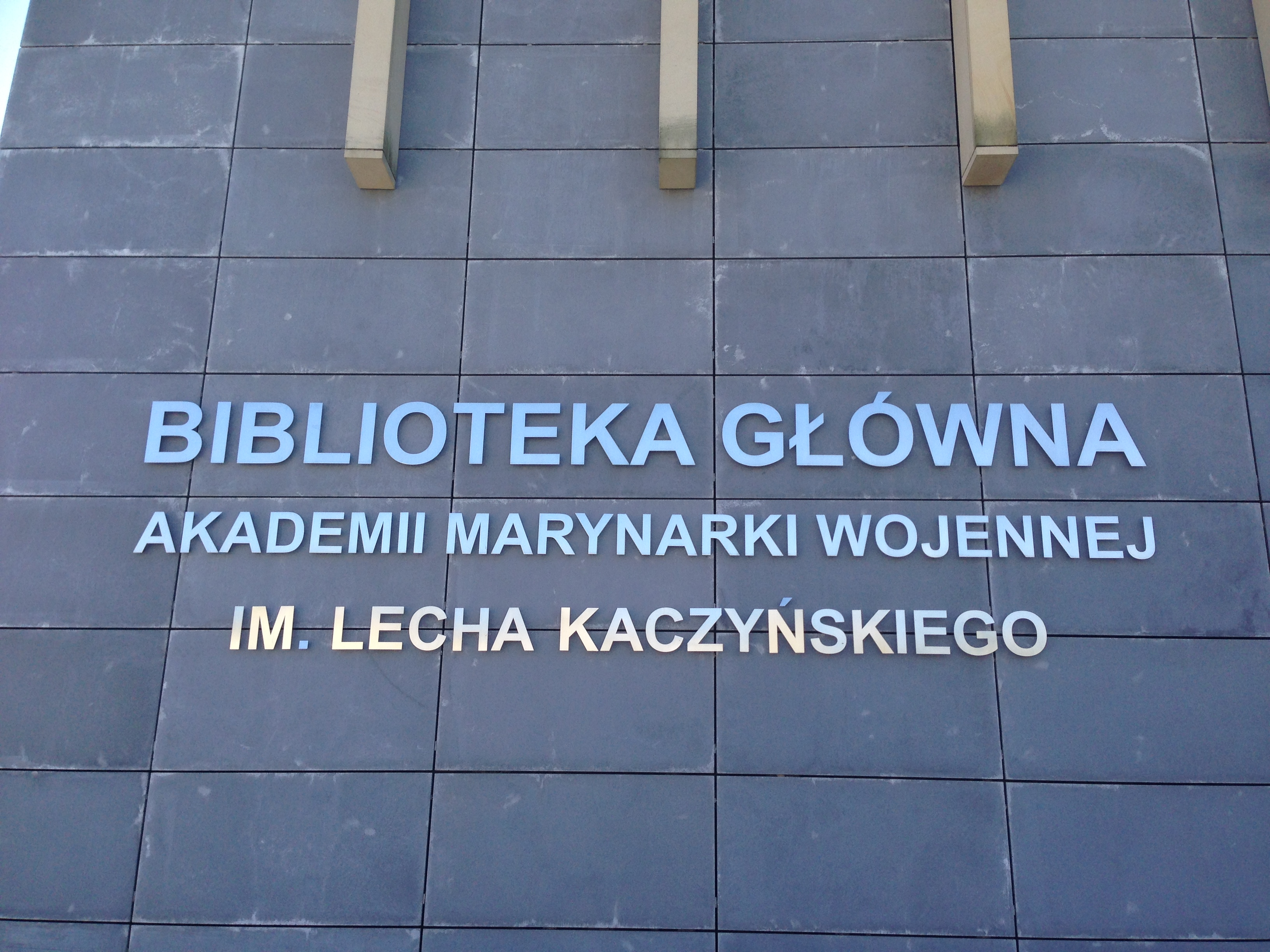
Napis na budynku Biblioteki Głównej Akademii Marynarki Wojennej informujący o jej patronie

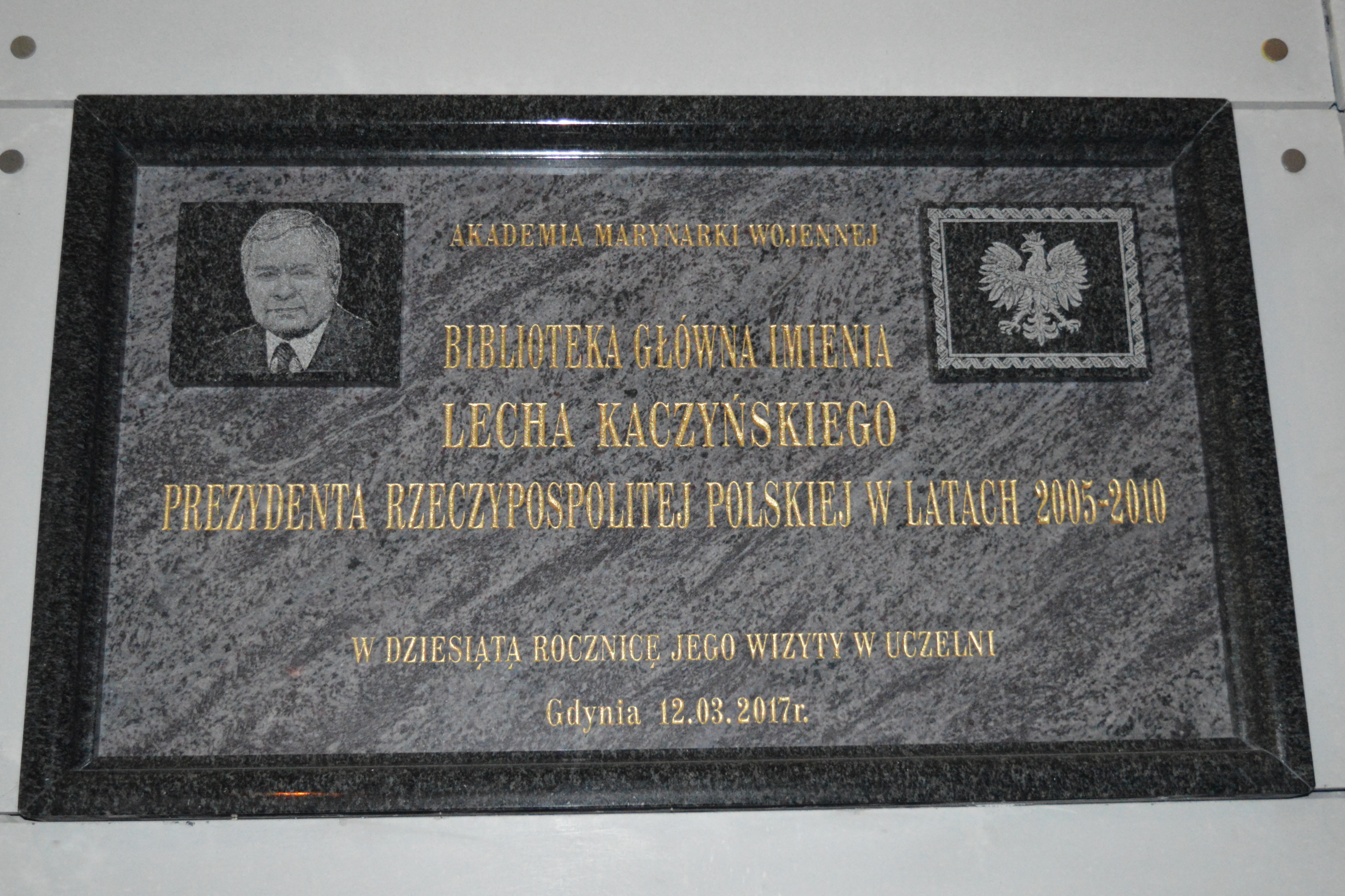
Tablica pamiątkowa poświęcona Lechowi Kaczyńskiemu w Bibliotece Głównej jego imienia

W dniu 16 lutego 2017 Senat AMW przyjął uchwałę w sprawie nadania Bibliotece Głównej Akademii Marynarki Wojennej imienia Lecha Kaczyńskiego. Biblioteka otrzymała imię prezydenta Lecha Kaczyńskiego na pamiątkę jego wizyty w uczelni w dniu 12 marca 2007. Prezydent odwiedził uczelnię, z okazji Dorocznej Odprawy Kadry Kierowniczej MON, która odbywała się w jej murach. Lech Kaczyński był jedynym urzędującym Prezydentem RP, który odwiedził AMW.